# Aphelinus nepalensis
Aphelinus nepalensis är en stekelart som beskrevs av Hayat 1991. Aphelinus nepalensis ingår i släktet Aphelinus och familjen växtlussteklar.
Artens utbredningsområde är Nepal. Inga underarter finns listade i Catalogue of Life.